# Suasjärvi (sjö, lat 68,00, long 25,35)
Suasjärvi är en sjö i Finland. Den ligger i kommunen Kittilä i landskapet Lappland, i den norra delen av landet, 900 km norr om huvudstaden Helsingfors. Suasjärvi ligger 232,8 meter över havet. Arean är 22,3 hektar och strandlinjen är 2,96 kilometer lång. Sjön  ingår i Kemi älvs huvudavrinningsområde. 